# 毛军发
毛军发（1965年8月—），男，湖南邵阳人，中国电子学家，深圳大学校长，上海交通大学电子工程系教授、博士生导师，中国科学院院士。研究方向主要为高速电路系统的互连问题与微波射频电路。

## 生平
1985年，自国防科技大学毕业获得学士学位，之后进入中国科学院上海原子核研究所，于1988年在该研究所获得硕士学位。1992年，在上海交通大学获得博士学位，然后在该校任教至今，历任上海交通大学电子信息与电气工程学院常务副院长、院长。1994年至1996年间，在香港中文大学和美国加州大学伯克利分校从事博士后研究。2018年6月，任上海交通大学党委常委、副校长。
2022年2月，任深圳大学校长。

## 奖项和荣誉
- 2010年获得何梁何利基金科学与技术创新奖。
- 2012年入选电气电子工程师学会会士[5]。
- 2017年入选中国科学院院士[1]。
- 曾获得国家自然科学奖二等奖、国家技术发明奖二等奖、国家科技进步奖一等奖、国家科技进步奖二等奖各1项。
- 2023年，获得第三届全国创新争先奖状。
- 2024年，获得第十五届光华工程科技奖。